# Trận sông Wisla
Trận sông Wisla, còn gọi là Trận đánh vì Warszawa lần thứ nhất hay Trận Ivangorod (Deblin) là một trận đánh trên Mặt trận phía Đông thời Chiến tranh thế giới thứ nhất, đã kéo dài từ ngày 28 tháng 9 cho đến ngày 31 tháng 10 năm 1914 tại Trung Âu. Đây là đợt tấn công đầu tiên của quân đội Đế quốc Đức vào thành phố thủ đô của Ba Lan trong cuộc chiến tranh. Trong chiến dịch tấn công này, Tập đoàn quân số 9 của Đức dưới quyền chỉ huy của tướng Paul von Hindenburg, với sự hỗ trợ của quân đội Áo-Hung đã tiến gần đến Warzsawa, nhưng vấp phải cuộc phản công của quân đội Đế quốc Nga (với một số tập đoàn quân) và phải tiến hành triệt thoái về khởi điểm của mình. Trận sông Wisla được xem là một chiến thắng quan trọng của quân đội Nga, do, mặc dù quân đội Đức đã bảo tồn được phần lớn binh lực của mình, họ đã không thể trợ giúp đáng kể cho quân đội Áo - Hung, và không lâu sau quân Áo đã từ bỏ mọi bước tiến về phía cực đông của mình. Theo nhiều nhà sử học, đây là một chiến thắng lớn của Nga, khi Nga chỉ mất 65.000 người trong đội quân lên tới hơn 1 triệu người của Nga, trong khi với quân số 412.000 người của Đức và Áo-Hung, họ lại bị đánh tan tác và hao tổn một lượng binh lực quá nặng nề (hơn 37-38% quân số bị tiêu diệt).
Sau thất bại của quân đội Áo-Hung tại Galicia, tướng Erich von Falkenhayn – Tổng tham mưu trưởng quân đội Đức, đã hạ lệnh cho tướng Hindenburg – tư lệnh Tập đoàn quân số 8 của Đức – giảm bớt gánh nặng cho quân Áo tại Galicia. Người Đức đã vạch ra kế hoạch chuyển 4 quân đoàn từ Đông Phổ đến Schlesien, và từ đây Tập đoàn quân số 9 mới được thành lập – cũng là do Hindenburg chỉ huy  – sẽ đánh thọc vào hướng tây nam Ba Lan. Trong tháng 9 năm 1914, Tập đoàn quân số 9 của Đức đã tiến về Schlesien. Tham mưu trưởng của Hindenburg là Erich Ludendorff hy vọng rằng, quân Áo-Hung sẽ giành lại thế chủ động một khi quân Nga bị chiến dịch tấn công của quân Đức làm phân tâm. Khi ấy, một lỗ hổng đang tồn tại giữa Tập đoàn quân số 2 tại Warszawa và Tập đoàn quân số 9 của Nga trên sông San, sau người Nga cũng phân chia lại lực lượng của mình. Họ lập kế hoạch chuyển bớt quân khỏi vùng Carpathia để tấn công Schlesien và theo đó, một số tập đoàn quân (như số 2) sẽ yểm trợ cuộc tiến công trong khi các tập đoàn quân số 4, 5 và 9 sẽ tây tiến. Vào ngày 22 tháng 9, chiến tuyến sông Wisla được xác lập và người Nga sớm nhận thấy có các lực lượng Đức tại Schlesien. Vào ngày 28 tháng 9, Tập đoàn quân số 9 của Đức phát động tiến công, và có được bước tiến nhanh chóng về sông Wisla. Khi quân Đức tiến công, Nga đã điều động Tập đoàn quân số 5 hội quân với Tập đoàn quân số 2 ở Warszawa, trong khi Tập đoàn quân số 4 nằm ở hướng nam của họ. Tập đoàn quân số 9 của Nga cũng bắc tiến từ sông San về Wisla. Vào ngày 9 tháng 10, quân đội Đức đến sông Wisla, hoàn thành mục tiêu cứu nguy cho Áo. Song, do một số yếu tố như bất lợi về quân số, vấn đề tiếp tế,... quân Đức kiệt quệ. Từ ngày hôm đó, các lực lượng Đức do tướng August von Mackensen chỉ huy cũng giành một số thắng lợi.
Cho đến ngày 12 tháng 10, Mackensen đến gần Warszawa, song người Đức bắt đầu chuẩn bị rút lui. Các cuộc phản công của quân Nga nhằm vào Tập đoàn quân số 9 của Đức và Tập đoàn quân số 1 của Áo-Hung đã giành thắng lợi, buộc quân Đức phải rút lui vào ngày 19 tháng 10. Quân Nga truy kích, nhưng cuộc triệt binh tài tình của quân Đức đã đưa Mackensen thoát khỏi cái bẫy của địch thủ. Giờ đây, Schlesien rơi vào nguy cơ bị quân Nga xâm chiếm.